# Ligkistesagen
Ligkistesagen har sit navn efter dens hovedaktør, begravelsesforretningen Arbejdernes Ligkistemagasiner. Sagen, der handler om dokumentfalsk, udspillede sig i 1999-2000.
I et interview i Politiken fortæller et forældrepar i december 1999, at deres dødfødte dreng er blevet fjernet fra kapellet på Rigshospitalet og begravet af Arbejdernes Ligkistemagasiner via en dødsanmeldelse med en forfalsket underskrift. Det får flere forældrepar til at rette henvendelse. På dette tidspunkt har Arbejdernes Ligkistemagasiner ikke længere en aftale med Københavns Kommune om at selskabet skal stå for de omkring 300 begravelser, som kommunen årligt forestår. En sådan aftale har kommunen haft med ligkistemagasinet siden 1978.
I marts 2000 sigtes direktøren for Arbejdernes Ligkistemagasiner, Hans Thomsen, for dokumentfalsk og bedrageri. Han nægter sig skyldig. Det viser sig også, at nogle ansatte i Rigshospitalets kapel har været involveret i sagen, og i maj 2000 bortvises to af kapellets medarbejdere efter at det er kommet frem at de har modtaget penge fra Arbejdernes Ligkistemagasiner. Sundhedsborgmesteren i Københavns Kommune bliver udsat for hårdt politik pres, og han erkender i juni 2000 at han opfattede den licitationsaftale, som kommunen og Arbejdernes Ligkistemagasiner havde indgået, forkert. I sommeren 2000 bliver direktør Hans Thomsen afskediget fra Arbejdernes Ligkistemagasiner, som lukkes 24. august samme år. 
I januar 2001 afslører Politiken, at Københavns Kommune siden 1989 har været vidende om, at der var alvorlige beskyldninger mod Arbejdernes Ligkistemagasiner i forbindelse med begravelse af spædbørn. I en revisionsrapport retter Deloitte & Touche i foråret 2001 massiv kritik mod Københavns Kommunes Sundhedsforvaltning. En advokatundersøgelse frikender i oktober samme år seks socialdemokratiske sundhedsborgmestre, deriblandt den daværende Peter Martinussen, som siden 1980'erne har haft det politiske ansvar for kommunens samarbejde med Arbejdernes Ligkistemagasiner om begravelse af de borgere, der ikke har nogen pårørende. 
De indledende retsmøder i sagen begynder i januar 2002. I juni 2003 kommer straffesagen mod Hans Thomsen for Københavns Byret, hvor han idømmes 10 måneders ubetinget fængsel.